# Julius von Jan
Julius von Jan (* 17. April 1897 in Schweindorf/Württemberg; † 21. September 1964 in Korntal) war ein deutscher evangelischer Pfarrer und Widerstandskämpfer gegen den Nationalsozialismus. Er gehörte wegen seiner aktiven Teilnahme als Vertrauensmann der Bekennenden Kirche und seiner offen in der Predigt zum Buß- und Bettag in Oberlenningen (heute ein Ortsteil von Lenningen) am 16. November 1938 formulierten Verurteilung der Novemberpogrome zu den wenigen Vertretern des christlichen Widerstands gegen die antisemitische Politik der Nationalsozialisten.

## Jugend und Kriegsteilnahme
Julius von Jan wurde als viertes von sieben Kindern des Pfarrers Albert von Jan geboren. 1902 siedelte die Familie nach Gerhausen bei Blaubeuren um, wo von Jan die Grundschule besuchte. Danach ging er bis 1908 auf die Lateinschule in Blaubeuren. Nach bestandenem Landexamen besuchte er zwischen 1911 und 1914 die Evangelischen Seminare zuerst im Kloster Maulbronn und danach in der Oberstufe im ehemaligen Benediktinerkloster in Blaubeuren. Sein Kontakt zu Professoren und Mitschülern war sehr rege; er lernte mit großem Eifer und behielt diese Zeit als besonders fruchtbar in Erinnerung. Geprägt von einer patriotisch deutsch-nationalen Gesinnung, meldete er sich freiwillig zu Beginn des Ersten Weltkriegs im August 1914. Er war an den Fronten in Polen, Russland, Serbien, Belgien und Frankreich im Einsatz, wurde verwundet und geriet 1917 in britische Gefangenschaft. Die zwei Jahre der Seelsorge in der Gefangenschaft betrachtete er später als „gesegnete Erweckungszeit“. Dies half ihm über die tiefe Enttäuschung hinweg, welche die deutsche Niederlage und der Zusammenbruch des Kaiserreiches bei ihm verursacht hatten.

## Studium und erste Pfarre
Nach der Rückkehr aus der Kriegsgefangenschaft verfolgte er auch weiter den Weg eines typischen Seminaristen in Württemberg und studierte Evangelische Theologie am Tübinger Stift der Eberhard Karls Universität. In Tübingen wurde er Mitglied der Studentenverbindung AG Rothenburg. Im Sommer 1923 und im Frühjahr 1925 legte er die Erste Theologische Prüfung resp. die Zweite Theologische Prüfung ab und übernahm im Spätsommer die Pfarrstelle in Herrentierbach bei Blaufelden. 1927 heiratete er Martha Munz, mit der er zwei Kinder hatte. 1928 wechselte er in die Kirchengemeinde Brettach im Dekanat Neuenstadt am Kocher.

## Seelsorger unter dem Nationalsozialismus

### 1933 bis 1938
1935 übernahm Julius von Jan die Pfarrstelle in Oberlenningen am Fuße der Schwäbischen Alb und nicht weit von seinem Elternhaus. Pfarrer Rheinwald, sein Vorgänger, war infolge einer Auseinandersetzung mit dem NSDAP-Ortsgruppenleiter und der Polizei an Herzversagen gestorben. Schon kurz nach der Machtergreifung geriet Julius von Jan in Konflikt mit dem nationalsozialistischen Regime und schloss sich der Bekennenden Kirche an. Er wirkte als Vertrauensmann im Dekanatsbezirk Kirchheim und trat für verfolgte Pfarrer ein, so 1934 für den Landesbischof Theophil Wurm und für Martin Niemöller. Hieraus resultierten Konflikte nicht nur mit staatlichen Stellen und der NSDAP, sondern auch mit den Deutschen Christen. Aber seine Kirchengemeinde stand weitgehend hinter ihm. Im Mai 1937 explodierte der Zeppelin Hindenburg in Lakehurst bei New York. Julius von Jan nahm dies zum Anlass, zur „Demut vor Gott“ zu mahnen und Stellung gegen die „politisierte deutsch-christliche Kirche“ zu beziehen. Das Wort Gottes bedeutete für Julius von Jan eine weitaus größere Verpflichtung als der Treueid eines Beamten gegenüber dem Staat, insbesondere einem Staat, dessen politisches System zur christlichen Bibel im Widerspruch stand.

### November 1938 bis Kriegsende
Die antisemitische Politik nahm kontinuierlich stärkere Ausmaße an und gipfelte vor dem Holocaust in den Novemberpogromen zwischen dem 8. und dem 11. November 1938. Für Julius von Jan stand fest, dass es eine Sünde sei, angesichts dieser Verbrechen zu schweigen. Damit brachte er sich und seine Familie in Lebensgefahr. In seiner Bußtagspredigt am 16. November unter dem Titel „O Land, Land, Land, höre des Herrn Wort!“ (Jer 22,29) eine Woche nach den Judenverfolgungen in Deutschland und dem zwischenzeitlich „eingegliederten“ Österreich verurteilte er die Unterdrückung und Verfolgung von Juden und Andersdenkenden. Er beklagte den Abfall von Gott und Christus und die Schuld, die das deutsche Volk mit diesem Unrecht auf sich geladen hatte, und sah deshalb großes Unheil auf Deutschland zukommen. Er tadelte insbesondere die mangelnde Unterstützung der württembergischen Kirchenleitung offen. Eine Woche später griff er das Thema erneut in seiner Predigt auf. Am 25. November wurde Julius von Jan von SA-Männern aus dem Parteikreis Nürtingen unter Dr. Walker und HJ-Bannführer Oskar Riegraf als „Judenknecht“ beschimpft, schwer misshandelt und anschließend von der Polizei in „Schutzhaft“ genommen. Nach Solidaritäts- und Sympathiebekundungen in Kirchheim/Teck während der Untersuchungshaft wurde er nach Stuttgart überführt, Ende März 1939 aus der Untersuchungshaft entlassen und der Gestapo überstellt. Am 13. April wurde er aus Württemberg und Hohenzollern ausgewiesen und fand mit seiner Familie Zuflucht in einem kirchlichen Heim der Bayerischen Landeskirche und anschließend in Ortenburg nahe Passau. Am 15. November 1939 wurde Julius von Jan von einem Sondergericht unter dem Vorsitz von Hermann Cuhorst in Stuttgart wegen Vergehens gegen den „Kanzelparagraphen“ und das „Heimtückegesetz“ zu 16 Monaten Haft verurteilt, von denen er fünf Monate in der Justizvollzugsanstalt in Landsberg am Lech absitzen musste. Die Kirchenleitung konnte zwar eine Einweisung in ein KZ verhindern, sie tadelte jedoch den politischen Inhalt und die „Polemik“ von Jans Predigt. Dies führte zu seiner Suspension und zu einem Disziplinarverfahren gegen ihn. Nach seiner Freilassung Ende Mai 1940 wirkte er für drei Jahre – er war für wehrunfähig erklärt – an verschiedenen Orten in Bayern. Mitte 1943 schickte man ihn als Artilleristen in einer Strafkompanie an die Ostfront in Russland und in der Ukraine; durch verleumderische Briefe der NSDAP-Kreisleitung Nürtingen sollte – wie er selbst berichtete – sein absichtliches Umkommen an der Front „nach Art des Urija“ betrieben werden. Eine Gelbsuchterkrankung ermöglichte Julius von Jan nach vier Monaten die Heimkehr; es folgten bis Kriegsende Stationierungen in Bayern, der Steiermark und Ungarn.

## Nachkriegszeit und Tod

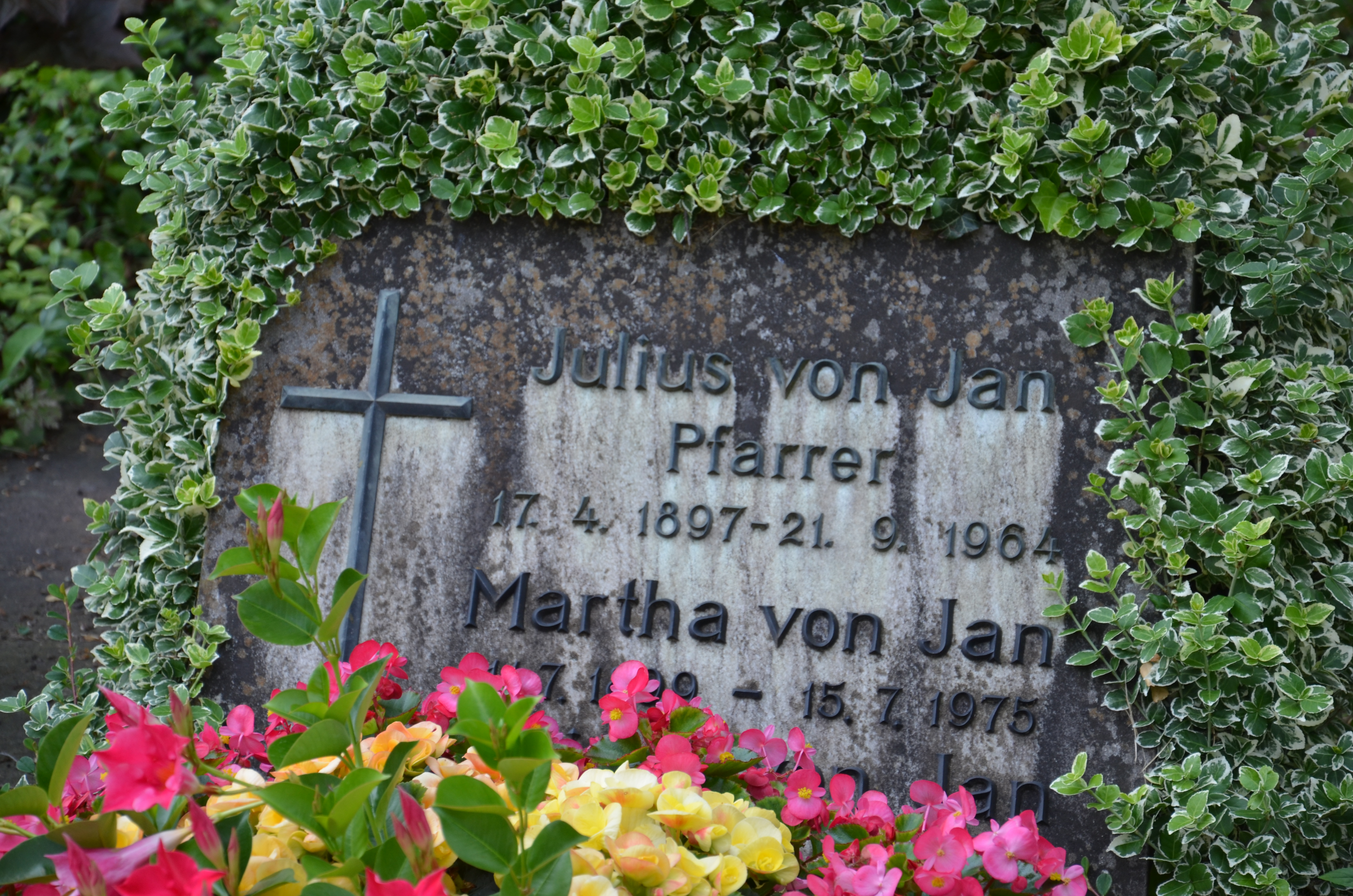
Grabstätte in Korntal

Nach einer kurzen Internierung durch das amerikanische Militär kehrte er im September 1945 in seine Gemeinde in Oberlenningen zurück, wo er herzlich aufgenommen wurde und weitere vier Jahre wirkte. In Zuffenhausen übernahm er 1949 seine letzte Gemeinde an der Johanneskirche. 1958 erlitt er infolge der anstrengenden Arbeit, aber auch als Spätfolge der Haft und des Krieges, ein Nierenversagen und einen Herzinfarkt, die ihn zur Aufgabe seiner Tätigkeit in der Gemeinde zwangen. Die Jahre seines Ruhestands verbrachte der zeitlebens dem schwäbischen Pietismus verbundene Julius von Jan in der Evangelischen Brüdergemeinde in Korntal, wo er auch noch als Krankenseelsorger tätig sein konnte.

## Julius von Jans Predigt zu Buß- und Bettag (16. November 1938)
(Jeremia 22,29)
In diesen Tagen geht durch unser Volk ein Fragen: […] Wo ist der Mann, der im Namen Gottes und der Gerechtigkeit ruft, wie Jeremia gerufen hat: Haltet Recht und Gerechtigkeit, errettet den Beraubten von des Frevlers Hand! Schindet nicht die Fremdlinge, Waisen und Witwen, und tut niemand Gewalt, und vergießt nicht unschuldig Blut!
Gott hat uns solche Männer gesandt! Sie sind heute entweder im Konzentrationslager oder mundtot gemacht. Die aber, die in der Fürsten Häuser kommen und dort noch heilige Handlungen vollziehen können, sind Lügenprediger wie die nationalen Schwärmer zu Jeremias Zeiten und können nur „Heil“ und „Sieg“ rufen, aber nicht des Herrn Wort verkündigen. […] Wir haben die Quittung bekommen auf den großen Abfall von Gott und Christus, auf das organisierte Antichristentum. Die Leidenschaften sind entfesselt, die Gebote missachtet, Gotteshäuser, die andern heilig waren, sind ungestraft niedergebrannt worden, das Eigentum der Fremden geraubt oder zerstört. Männer, die unserem deutschen Volk treu gedient haben […], wurden ins KZ geworfen, bloß weil sie einer anderen Rasse angehörten! Mag das Unrecht auch von oben nicht zugegeben werden – das gesunde Volksempfinden fühlt es deutlich, auch wo man darüber nicht zu sprechen wagt. Und wir als Christen sehen, wie dieses Unrecht unser Volk vor Gott belastet und seine Strafen über Deutschland herbeiziehen muss. […] Gott lässt seiner nicht spotten. Was der Mensch säet, wird er auch ernten! …

## Ehrungen
- Das Gemeindehaus der evangelischen Kirchengemeinde Oberlenningen trägt seit 1988 die Bezeichnung „Julius-von-Jan-Gemeindehaus“.
- Am 13. Oktober 2020 wurde Julius von Jan postum von der israelischen Gedenkstätte Yad Vashem mit dem Ehrentitel Gerechter unter den Völkern ausgezeichnet.[3]

### Werke
- Julius von Jan: Im Kampfe gegen den Antisemitismus. Erlebnisse im Dritten Reich. In: Stuttgarter Evangelisches Sonntagsblatt. Nr. 34 vom 25. August und Nr. 35 vom 1. September 1957.

### Sekundärliteratur
nach Autoren / Herausgebern alphabetisch geordnet 
- Sigrid Brüggemann: Die Verfolgung katholischer und evangelischer Geistlicher. In: Ingrid Bauz, Sigrid Brüggemann, Roland Maier (Hrsg.): Die Geheime Staatspolizei in Württemberg und Hohenzollern. Schmetterling-Verlag, Stuttgart 2013, ISBN 978-3-89657-145-8, S. 220–348.
- Lena Heinkel: Julius Jan – Einer widersetzt sich. In: Johannes F. Menge (Hrsg.): Blaubeurer Köpfe. Sechs herausragende Persönlichkeiten aus dem 20. Jahrhundert. denkhaus Verlag, Nürtingen 2020, ISBN 978-3-930998-65-4, S. 24–37.
- Herbert Hummel: Julius von Jan und die Predigt gegen den NS-Terror. In: Herbert Hummel: Geist und Kirche. Blaubeurer Klosterschüler und Seminaristen. Biographische Skizzen aus vier Jahrhunderten. Band 1. Alb-Donau-Kreis, Ulm 1998, ISBN 3-923107-05-6, S. 188–190.
- Nicole Marten: Eine Bußpredigt mit Folgen. In: Evangelisches Gemeindeblatt für Württemberg. Jg. 108, 2013, Nr. 44, S. 14.
- Eberhard Röhm, Jörg Thierfelder: Juden, Christen, Deutsche, 1933–1945. Band 3, 1, Calwer Verlag, Stuttgart 1995, ISBN 3-7668-3393-6, S. 69–92.
- Eberhard Röhm: Julius von Jan und die evangelische Kirche angesichts der Judenverfolgung im Dritten Reich. In: Siebzig Jahre Martin-Luther-Kirche Gerhausen. Kirchengemeinde Blaubeuren-Gerhausen, 1997, S. 20–30.
- Wolfgang Schöllkopf: Julius von Jan (1897-1964) – protestantischer Prediger in Oberlenningen gegen die Pogromnacht vom 9. November 1938. In: Angela Borgstedt u. a. (Hrsg.): Mut bewiesen. Widerstandsbiographien aus dem Südwesten (= Schriften zur politischen Landeskunde Baden-Württembergs, hg. von der Landeszentrale für politische Bildung Baden-Württemberg, Bd. 46), Stuttgart 2017, ISBN 9783945414378, S. 149–156.
- Roland Spur: Julius von Jan. In: Michael Broch (Hrsg.): Christen-Menschen in Baden-Württemberg: Couragiert, fromm, wegweisend. Gesangbuchverlag, Stuttgart / Schwabenverlag, Ostfildern 2001, ISBN 3-7966-1013-7, S. 34–39.
- Martin Stährmann: Julius von Jan. Ein aufrechter Pfarrer wider die Nationalsozialisten. Evangelischer Verlag, Stuttgart 2020. ISBN 978-3-945369-99-9.
- Jörg Thierfelder: Julius von Jan. Ein Dorfpfarrer kann nicht mehr schweigen. In: Karl-Heinz Rueß, Marcus Zecha (Hrsg.): Mutige Christen im NS-Staat. Elisabeth Braun, Hermann Diem, Theodor Dipper, Eugen Jäckh, Julius von Jan, Otto und Gertrud Mörike, Erwin Palmer, Albert Schäfer, Gustav Seebich, Paul Gotthilf Veil, Gregor Wäschle, Alois Ziese. Jüdisches Museum, Göppingen 2002, ISBN 3-933844-39-8, S. 44–47.
- Manfred Ernst Wahl: Wahrlich allen Grund zu einem Bußtag. Der mutige Oberlenninger Pfarrer Julius von Jan. In: Evangelisches Gemeindeblatt für Württemberg. Ausgabe Mittlerer Neckar und Stauferland. Jg. 103, 2008, Nr. 45, S. 10–11.
- Hede Wiedersheim: Die Bußtagspredigt 1938 des Pfarrers Julius von Jan. In: Kurt Rommel (Hrsg.): Mörikes Känzele und andere Kirchengeschichten. Quell, Stuttgart 1995, ISBN 3-7918-2331-0, S. 82–90.
- Hans-Dieter Wille: Julius von Jan. In: Wolfgang Schöllkopf, Juliane Baur, Volker Henning Drecoll (Hrsg.): Stiftsköpfe. Mohr Siebeck Verlag, Tübingen 2012, ISBN 978-3-16-152231-4, S. 366–375.
- Thomas Wolfes: Julius von Jan. In: Biographisch-Bibliographisches Kirchenlexikon (BBKL). Band 18, Bautz, Herzberg 2001, ISBN 3-88309-086-7, Sp. 752–760 (Artikel/Artikelanfang im Internet-Archive). (mit ausführlichen Quellenangaben)